# Římskokatolická farnost Olomouc – Holice
Římskokatolická farnost Olomouc – Holice je územní společenství římských katolíků s farním kostelem svatého Urbana v děkanátu Olomouc.

## Historie farnosti
První jistá písemná zmínka o vsi pochází z roku 1306, kdy bylo potvrzeno, že patří městu Olomouci, ale už v listině z roku 1275 se hovoří o lese Holice.
Holice byla původně podřízena Olomouci i ve farní správě, roku 1747 však zde byla zřízena lokálie a roku 1843 i vlastní farnost.
Dnešní budova kostela svatého Urbana byla postavena v letech 1886–1888. Nahradila tak starší kostel vzniklý přestavbou kaple svatého Urbana z roku 1610.

## Duchovní správci
Od srpna 2017 byl administrátorem excurrendo R. D. Mgr. Pavel Savio Řičica. Od září roku 2022 je administrátorem excurrendo P. Mgr. Ladislav Švirák a kaplanem excurrendo P. Mgr. Ján Čukáš.

## Bohoslužby
| Kostel         | Místo  | Bohoslužba (den) | Hodina    | Poznámka     |
| -------------- | ------ | ---------------- | --------- | ------------ |
| svatého Urbana | Holice | neděle středa    | 9.0018:00 | farní kostel |

## Aktivity farnosti
Ve farnosti se koná každoročně farní den. Od roku 2000 se farnost zapojuje do akce tříkrálová sbírka, v roce 2017 se při ní vybralo 56 672 korun. Roku 2021 se farnost zapojila do procesu Synoda o Synodalitě. A následně do akce Noc kostelů.